# Liu Xuan
Liu Xuan (förenklad kinesiska: 刘璇; traditionell kinesiska: 劉璇; pinyin: Liú Xuán), född den 12 mars 1979 i Changsha, Hunan, är en kinesisk gymnast.
Hon tog OS-brons i den individuella mångkampen och OS-guld i bom i samband med de olympiska gymnastiktävlingarna 2000 i Sydney.